# Katedra Geomatyki i Systemów Informacyjnych Uniwersytetu Warszawskiego
Katedra Geomatyki i Systemów Informacyjnych (wcześniej jako Katedra Kartografii (1950–1969, 1977–2011), Zakład Kartografii (1969–1977, 2013–2014), Zakład Geoinformatyki, Kartografii i Teledetekcji (2014–2018)) – jednostka naukowa Wydziału Geografii i Studiów Regionalnych Uniwersytetu Warszawskiego specjalizująca się w geomatyce, geoinformatyce, kartografii i teledetekcji środowiska. Jednostka została utworzona w 2018 roku. Pełniącą obowiązki kierownika Katedry jest dr inż. Izabela Karsznia.

## Historia

### Zakład Kartografii i Katedra Kartografii
Katedra Kartografii została powołana 1 listopada 1950 roku, rozporządzeniem Ministra Szkół Wyższych i Nauki, w ramach organizowanego wówczas Instytutu Geograficznego należącego do Wydziału Matematyczno-Przyrodniczego jako pierwsza w Polsce placówka dydaktyczna kształcąca kartografów-geografów. W latach 1968–1977 funkcjonowała jako Zakład Kartografii, w okresie 1977-2013 ponownie jako Katedra Kartografii, zaś od 2013 do 2014 znowu jako Zakład Kartografii. 
Od 1977 roku Zakład (Katedra) wchodził w skład Wydziału Geografii i Studiów Regionalnych.
Zakład Kartografii kształcił kartografów-redaktorów map, co roku egzamin magisterski zdawało od kilku do kilkunastu osób. Absolwenci Zakładu i Katedry pracowali w największych polskich wydawnictwach kartograficznych. Dotychczas wykonano tu 4 prace habilitacyjne, 14 prac doktorskich i ponad 350 prac magisterskich. Absolwenci Zakładu i Katedry Kartografii, będącej przez kilkadziesiąt lat jedyną w Polsce jednostką dydaktyczną kształcącą redaktorów-kartografów, mieli ogromny wpływ na ogólnoużytkową kartografię polską, początkowo stanowiąc trzon kartografów w jedynym wydawnictwie kartograficznym wykonującym ogólnodostępne mapy jakim było Państwowe Przedsiębiorstwo Wydawnictw Kartograficznych, później wnosząc duży wkład w powstanie komercyjnego rynku kartograficznego po 1989. Uczestniczyli również w powoływaniu podobnych jednostek na innych uczelniach wyższych w Polsce.
W Zakładzie, jako jednostce naukowo-dydaktycznej, prowadzono również badania z zakresu kartografii geograficznej: historii kartografii polskiej, kartografii matematycznej, kartografii komputerowej, metodyki kartograficznej, redakcji map i atlasów, kartografii prasowej oraz kartograficznej metody badań. Badania z zakresu teorii kartografii prowadzone w latach 70., szczególnie dotyczące przekazu kartograficznego i kartologii, przyniosły Zakładowi i Katedrze Kartografii światowy rozgłos, a opublikowane wówczas prace są do tej pory licznie cytowane za granicą. W Katedrze zostały opracowane założenia teoretyczne układu współrzędnych „GUGiK-80" wykorzystanego następnie przy opracowywaniu polskich map topograficznych w skalach 1:100 000 i 1:500 000 wydawanych w latach 1980–1993 oraz opracowano grafikę nowych polskich map topograficznych w skalach 1:10 000 i 1:50 000 opracowywanych od 1994 w układzie współrzędnych „1942”, a od 1996 w układzie współrzędnych „1992”.
Kierownicy Zakładu i Katedry Kartografii:
- Stanisław Pietkiewicz (kierownik w latach 1950–1964) – ekspert z ramienia Polski ds. wytyczania granicy państwa w latach 1920–1922 w Wielkopolsce, na Pomorzu i Mazurach oraz w 1946 w Białostockiem
- Jerzy Kondracki (kurator w latach 1964–1966) – najwybitniejszy współczesny geograf polski, autor regionalizacji fizycznogeograficznej Polski, ekspert ONZ ds. nazw geograficznych
- Lech Ratajski (kierownik w latach 1966–1977) – światowej sławy kartograf, dwukrotny wiceprezydent Międzynarodowej Asocjacji Kartograficznej
- Bogodar Winid (kierownik w latach 1977–1980) – ekspert ONZ w zakresie kartografii
- Wiktor Grygorenko (kierownik w latach 1980–1995)
- Jacek Pasławski (kierownik w latach 1997–2011)
- Wiesław Ostrowski (kierownik od 2011)

W Zakładzie Kartografii wydawane było jedyne polskie i pierwsze na świecie czasopismo naukowe poświęcone w całości kartografii – „Polski Przegląd Kartograficzny”. Efektem prac jest również liczna literatura naukowa, w tym kilkadziesiąt publikacji książkowych. Zakład i Katedra Kartografii organizowały i współorganizowały kilkadziesiąt konferencji krajowych i zagranicznych, z których najważniejszą była zorganizowana w 1982, w czasie stanu wojennego, konferencja Międzynarodowej Asocjacji Kartograficznej.

### Pracownia, zakład i katedra teledetekcji
W 1963 w ramach ówczesnej Katedry Geografii Regionalnej Świata Instytutu Geografii Uniwersytetu Warszawskiego została utworzona Pracownia Interpretacji Zdjęć Lotniczych, a jej pierwszym kierownikiem został Bogodar Winid, następnie kierował nią Andrzej Ciołkosz. W 1969, po reorganizacji struktury Instytutu Geografii, pracownia, pod nazwą Pracownia Fotointerpretacji Geograficznej, została samodzielną jednostką międzyzakładową, a jej kierownikiem został ponownie Bogodar Winid, zaś od 1973 Jan Olędzki. W 1977, po przekształceniu Instytutu Geografii w Wydział Geografii i Studiów Regionalnych, pracownia utraciła samodzielność i została włączona do Katedry Kartografii. W 1993 pracownia została przekształcona w Zakład Teledetekcji Środowiska pod kierunkiem Jana Olędzkiego, będący samodzielną jednostką wydziału. W 2005 zakład został przekształcony w Katedrę Geoinformatyki i Teledetekcji. Jako katedra funkcjonował do 2013, kiedy to stał się Zakładem Geoinformatyki i Teledetekcji. W 2014 nastąpiło połączenie z Zakładem Kartografii w wyniku czego powstał Zakład Geoinformatyki, Kartografii i Teledetekcji.

### Pracownia Edukacji Komputerowej (Pracownia Systemów Informacji Przestrzennej)
Pracownia Edukacji Komputerowej została powołana 1 października 1991, jako jednostka ogólnowydziałowa, a jej kierownikiem od początku był Piotr Werner. Pracownia pełniła funkcję naukową, dydaktyczną i infrastrukturalną, a jej głównymi kierunkami badań naukowych były zastosowania Systemów Informacji Geograficznej wraz z konstrukcją geograficznych baz danych, rozwijanie technik komputerowych do zastosowania metod ilościowych i jakościowych geografii fizycznej, ekonomiczno-społecznej, gospodarki przestrzennej, analizy przestrzenne. W 2013 jednostka otrzymała nazwę Pracownia Systemów Informacji Przestrzennej, natomiast w 2018 została włączona w struktury Katedra Geomatyki i Systemów Informacyjnych.

### Zakład Geoinformatyki, Kartografii i Teledetekcji
W 2014 Zakład Kartografii został połączony z Zakładem Geoinformatyki i Teledetekcji w Zakład Geoinformatyki, Kartografii i Teledetekcji.

### Katedra Geomatyki i Systemów Informacyjnych
Ze względu na reorganizację struktury Wydziału Geografii i Studiów Regionalnych, 1 października 2018 została utworzona Katedra Geomatyki i Systemów Informacyjnych, w której skład wszedł dotychczasowy Zakład Geoinformatyki, Kartografii i Teledetekcji oraz Pracownia Systemów Informacji Geograficznej. Pierwszym kierownikiem zreorganizowanej jednostki został dr hab. Bogdan Zagajewski.

## Struktura
W skład Katedry wchodzą:
- Zakład Geoinformatyki, Kartografii i Teledetekcji - kierownik: dr Jolanta Korycka-Skorupa
- Pracownia Systemów Informacji Przestrzennej - kierownik: prof. dr hab. Piotr Werner

## Tematyka badawcza
Zakład skupia się między innymi na badaniach nad zastosowaniem zobrazowań wysokorozdzielczych i hiperspektralnych, wykorzystaniem zdjęć lotniczych i satelitarnych w detekcji przekształceń środowiska, rozwoju metod teledetekcji i geoinformatyki. Kartografowie pracujący w zakładzie skupiają się na teoretycznych podstawach kartografii, metodach prezentacji, optymalizacji treści i formy map topograficznych i wielu innych zagadnieniach.